# میندی مک‌کریدی
میندی مک‌کریدی (به انگلیسی: Mindy McCready؛ زادهٔ ۳۰ نوامبر ۱۹۷۵ – درگذشتهٔ ۱۷ فوریه ۲۰۱۳) خواننده آمریکایی سبک کانتری بود. فعالیت او از ۱۹۹۵ تا زمان مرگش بود.

## مرگ
او پس از یک هفته از خودکشی دوست پسرش و پدر فرزندش در سال ۲۰۱۳ خودکشی کرد و درگذشت. او پیش از آن نیز دو بار خودکشی ناموفق داشت.
رسانه bbc این مرگ را مشکوک خواند.